# Комісія з дослідження космосу та верхніх шарів атмосфери
Комісія з дослідження космосу та верхніх шарів атмосфери (англ. Space and Upper Atmosphere Research Commission) є виконавчим органом уряду Пакистану, відповідальним за цивільну програму країни з аеронавтики й аерокосмічних досліджень.
Створена в її сучасному вигляді в 1961 розпорядженням президента фельдмаршала Мухаммада Айюб-хана. Агентство є частиною Сил оборони Пакистану у Відділі стратегічних планів (СДПН) під поточним контролем армії Пакистану.
Виконавчий директор агентства - генерал-майор Ахмед Білал.